# Madison Anderson
Madison Sara Anderson Berríos (Phoenix, Arizona, 10 de noviembre de 1995) es una modelo estadounidense-puertorriqueña ganadora de Miss Universe Puerto Rico 2019. Representó a Puerto Rico en la competencia Miss Universo 2019 donde quedó como primera finalista. La joven además representó a Puerto Rico en Miss Grand International 2016 donde obtuvo el puesto de tercera finalista. Asimismo, representó a Puerto Rico en Top Model of the World 2015 obteniendo la posición de cuarta finalista. También fue parte del reality “La Casa De Los Famosos 3” por Telemundo donde fue la Ganadora.

## Primeros años
Anderson nació el 10 de noviembre de 1995 en Phoenix, Arizona, de padre estadounidense, Adam Anderson, y madre puertorriqueña, Belinda Berríos. Se mudó con su familia a Orlando, Florida cuando tenía tres meses de edad, y luego se graduó de Dr. Phillips High School . Después de graduarse de la escuela secundaria, Anderson comenzó a estudiar diseño de moda y textiles en el Fashion Institute of Technology de la ciudad de Nueva York ; Desde entonces ha comenzado a estudiar marketing y relaciones públicas. Anderson trabajó anteriormente con el Gobernador de Saint Kitts and Nevis ayudando a mujeres que fueron víctimas de violencia doméstica. También trabaja con hogar Ruth mujeres que sufren violencia doméstica en Puerto Rico. Madison canta, opera, balada pop, baila y toca el piano. En el 2023 participó en La casa de los famosos, convirtiéndose en la ganadora de la temporada 3.

## Carrera en concursos de belleza
Anderson comenzó su carrera en la adolescencia y se posicionó como la cuarta finalista en Miss Florida Teen USA 2014. Posteriormente, ganó el derecho de representar a Puerto Rico en la competencia Top Model of the World 2015, donde se ubicó como la cuarta subcampeón de la eventual ganadora Elena Kosmina de Ucrania. Posteriormente, Anderson fue coronada Miss Grand Puerto Rico 2016. Como Miss Grand Puerto Rico, Anderson se ubicó como la tercera finalista en Miss Grand Internacional 2016, detrás del eventual ganador Ariska Putri Pertiwi de Indonesia. 
Después de Miss Grand International, Anderson se detuvo brevemente desde el desfile hasta que compitió en Miss Florida USA 2019. Se posicionó como la primera finalista detrás de la ganadora Nicolette Jennings, quien se ubicó entre los diez primeros puestos de Miss USA 2019. Anderson luego participó en el concurso Miss Universo Puerto Rico 2019, que representa al municipio de Toa Baja. El 13 de junio de 2019, Anderson ganó la competencia, siendo la sucesora de Kiara Ortega.
El 8 de diciembre de 2019, cumpliendo su labores como Miss Universo Puerto Rico 2019, Anderson participó en el Miss Universo 2019, obteniendo la posición de Primera Finalista.